# Johannes Seeberger
Johannes Seeberger (* 17. September 1843 in Graz; † 11. November 1879 in Lindewiese) war ein österreichischer Schachkomponist.

## Leben
Seeberger studierte an der Technischen Hochschule in Graz und an der Bergakademie in Leoben. 1870 war er Hüttenwerksbeamter in Krieglach, später Direktor der Eisenwerke in Lilienfeld.

## Schachkomposition
Als Schachkomponist erhielt Seeberger im Turnier der Régence 1860 eine Ehrenvolle Erwähnung und errang im Turnier des Westdeutschen Schachbundes 1862 den ersten Preis. In die Geschichte ist er eingegangen als Urheber des „Seebergers“: ein frei beweglicher Stein wird in seiner Zugkraft durch eine indirekte kritische Kombination so eingeschränkt, dass der sich dadurch ergebende Zugzwang ausgenutzt werden kann.
|   | a | b | c | d | e | f | g | h |   |
| 8 |   |   |   |   |   |   |   |   | 8 |
| 7 |   |   |   |   |   |   |   |   | 7 |
| 6 |   |   |   |   |   |   |   |   | 6 |
| 5 |   |   |   |   |   |   |   |   | 5 |
| 4 |   |   |   |   |   |   |   |   | 4 |
| 3 |   |   |   |   |   |   |   |   | 3 |
| 2 |   |   |   |   |   |   |   |   | 2 |
| 1 |   |   |   |   |   |   |   |   | 1 |
|   | a | b | c | d | e | f | g | h |   |

Lösung:

1. Ta1–a8

Droht 2. Ta8–f8+ und lenkt so den schwarzen Läufer nach a8.

1. … Ld5xa8

2. Lc1–a3

Zur Abwehr der Drohung 3. La3xc5 nebst 4. Lc5–d6 matt muss Schwarz den Springer so ziehen, dass er das Feld d6 deckt.

2. … Sc5–b7

3. La3–e7

Auf einen Springerzug setzt nun der Läufer auf d6 matt. Der schwarze Läufer hat keine Zugmöglichkeit, da er im ersten Zug nach a8 gelenkt und durch den erzwungenen Springerzug eingesperrt worden ist. Schwarz befindet sich in Zugzwang.

3. … h6–h5

ermöglicht

4. Le7–g5 matt.